# Birkland

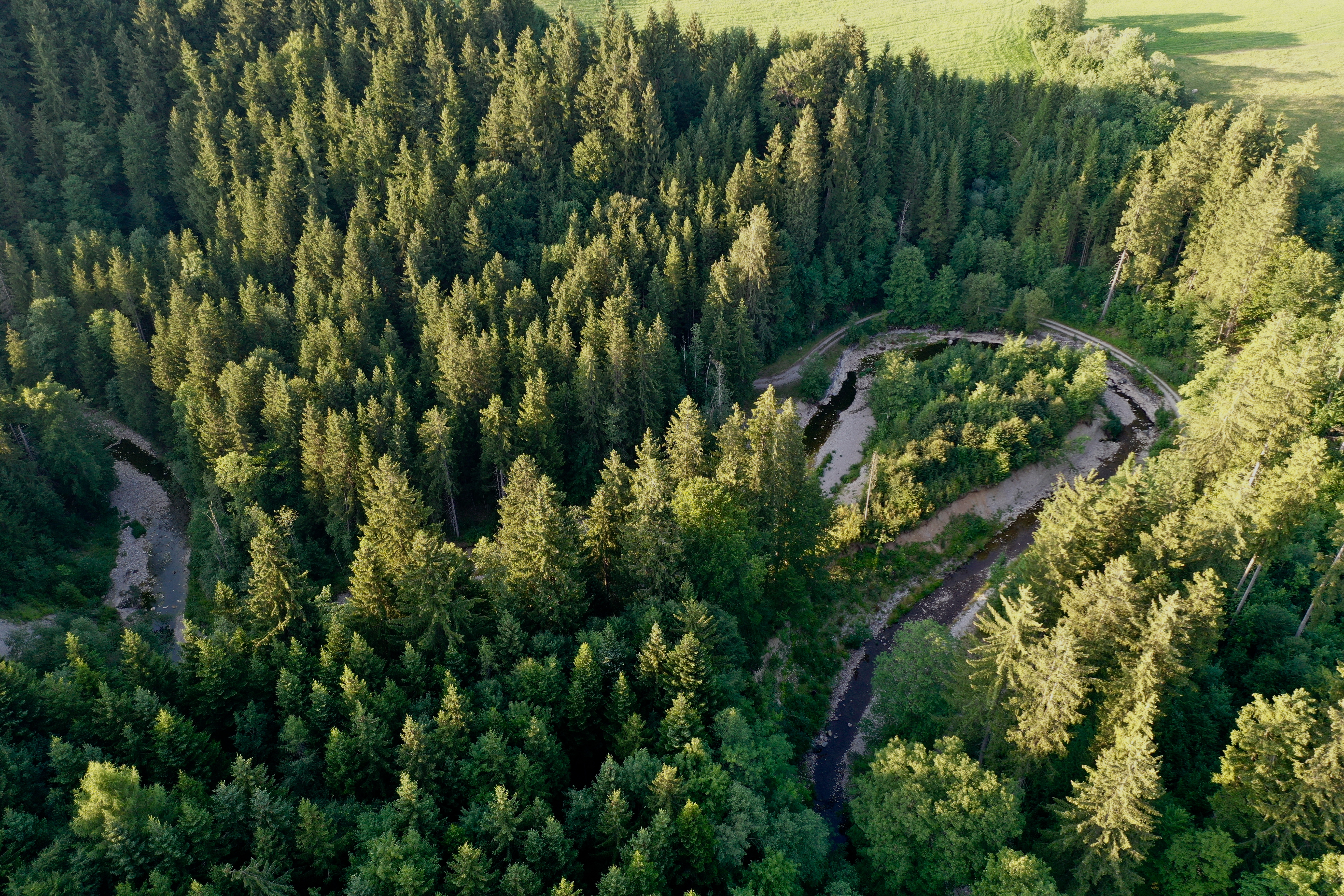
Der Wielenbach in der Gemarkung Birkland

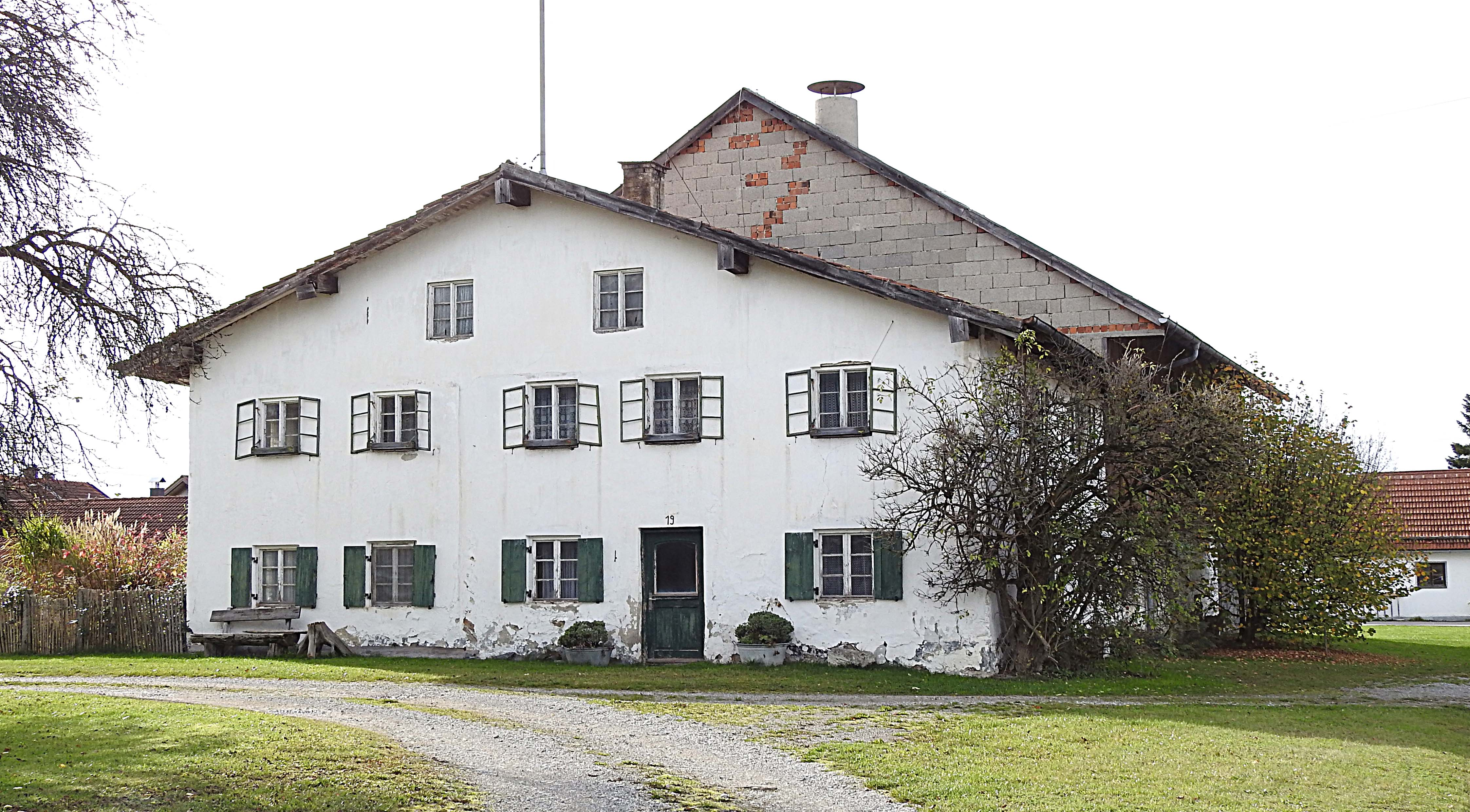
Ehemaliges Bauernhaus in Birkland

Birkland ist ein Gemeindeteil des Marktes Peiting im Landkreis Weilheim-Schongau in Oberbayern.

## Geographie
Birkland ist eine Siedlung im Pfaffenwinkel im oberbayerischen Voralpenland, östlich des Lechs, und liegt zwischen Landsberg am Lech, Schongau und Weilheim.

## Geschichte
Birkland wird im Jahr 1130 unter dem Namen Pirkwang erstmals in einer Urkunde erwähnt. Das Gebiet des heutigen Birkland gehörte damals zum Kloster Wessobrunn.
Birkland wurde 1818 eine Ruralgemeinde, die zum Landgericht Schongau gehörte.
Am 1. Januar 1976 wurde Birkland im Zuge der Gebietsreform in Bayern in den Markt Peiting eingemeindet.